# Nissan Qashqai
Nissan Qashqai este un SUV crossover compact (segmentul C) dezvoltat și comercializat de producătorul japonez de automobile Nissan din 2006. Prima generație a fost vândută sub numele Nissan Dualis în Japonia și Australia, iar Qashqai pe alte piețe. A doua generație, care a fost lansată în 2014, nu este disponibilă în Japonia și este cunoscută sub numele de Qashqai în toate țările în care este vândută, cu excepția Statelor Unite, unde este numită Nissan Rogue Sport.
Nissan a numit vehiculul după poporul Qashqai, care locuiește în centrul și sud-vestul Iranului muntos.

## Prima generație (J10; 2006)

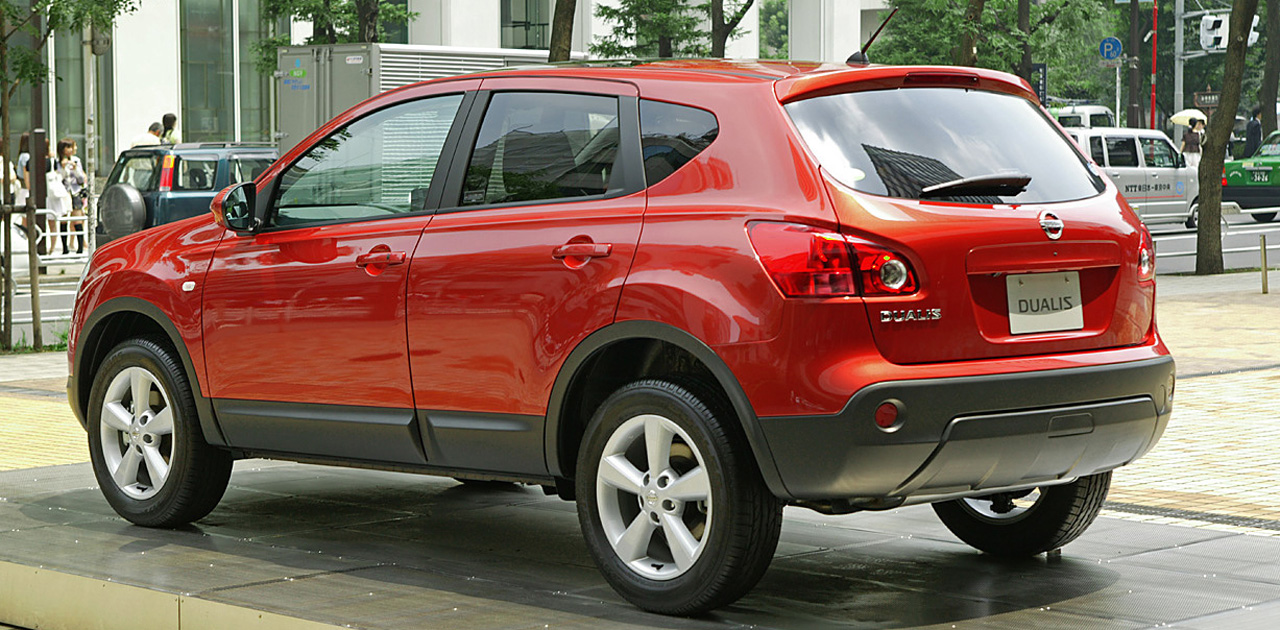
Nissan Dualis (Japonia; pre-facelift)

Dezvăluit pentru prima dată ca concept la Salonul Auto de la Geneva din 2004, prima generație Qashqai a fost prezentat la nivel global la Salonul Auto de la Paris din 2006.

## A doua generație (J11; 2013)

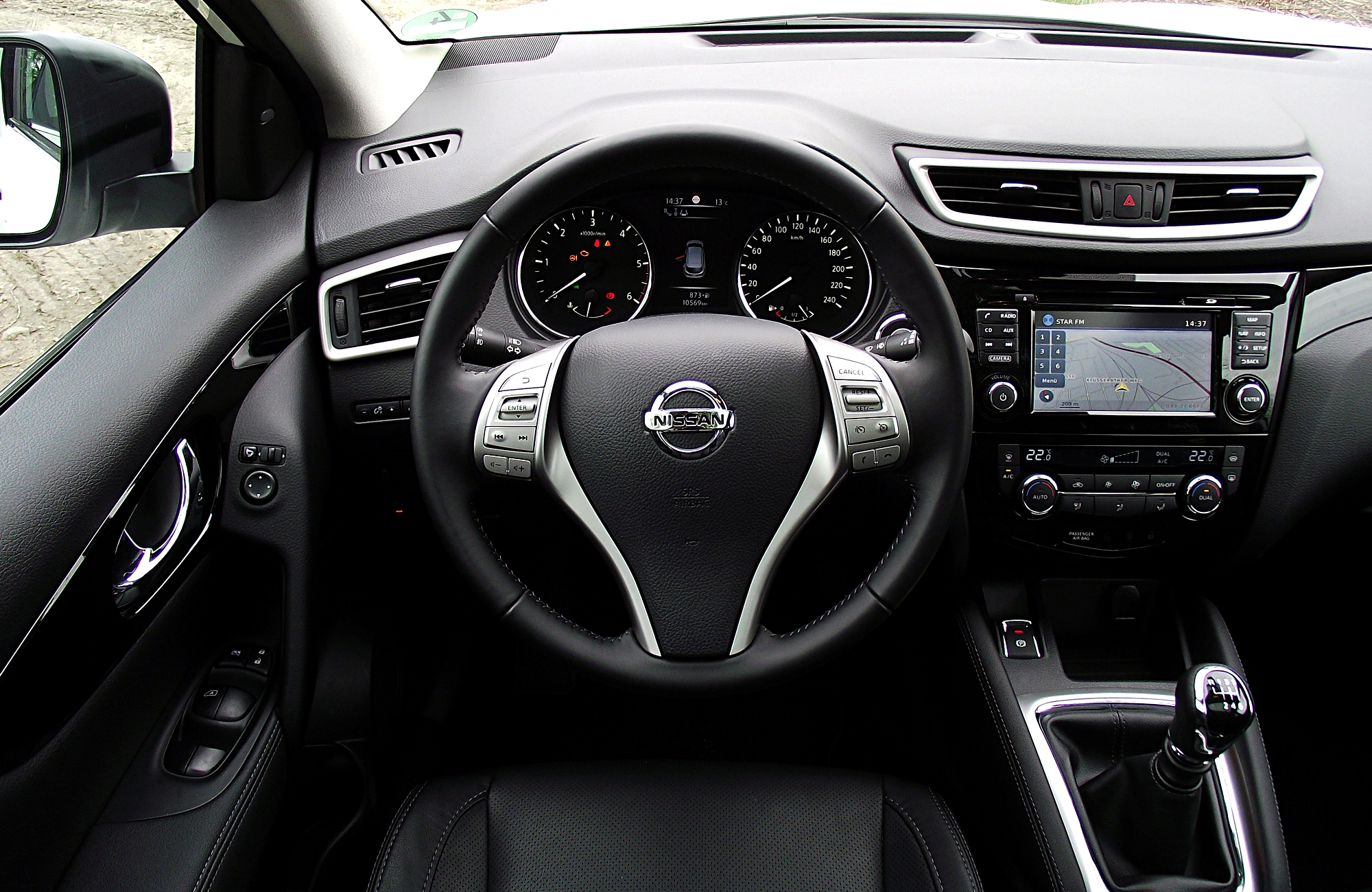
Interior

Qashqai J11 a fost introdus la Londra pe 7 noiembrie 2013, la o lansare difuzată la nivel mondial.

### Facelift
Facelift-ul pentru Qashqai a fost dezvăluit la Salonul Auto de la Geneva din 2017.

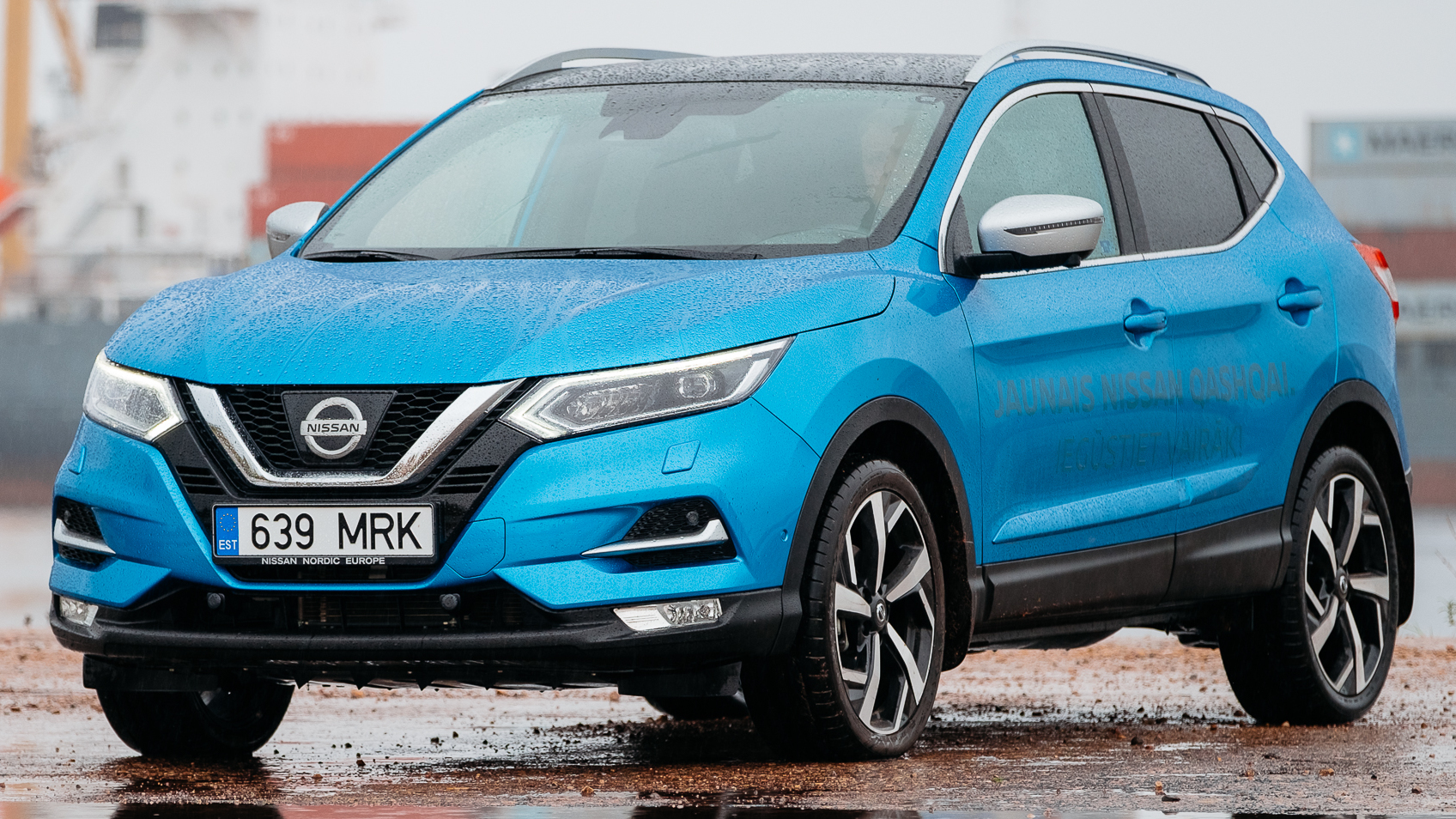
Nissan Qashqai (2017; facelift)
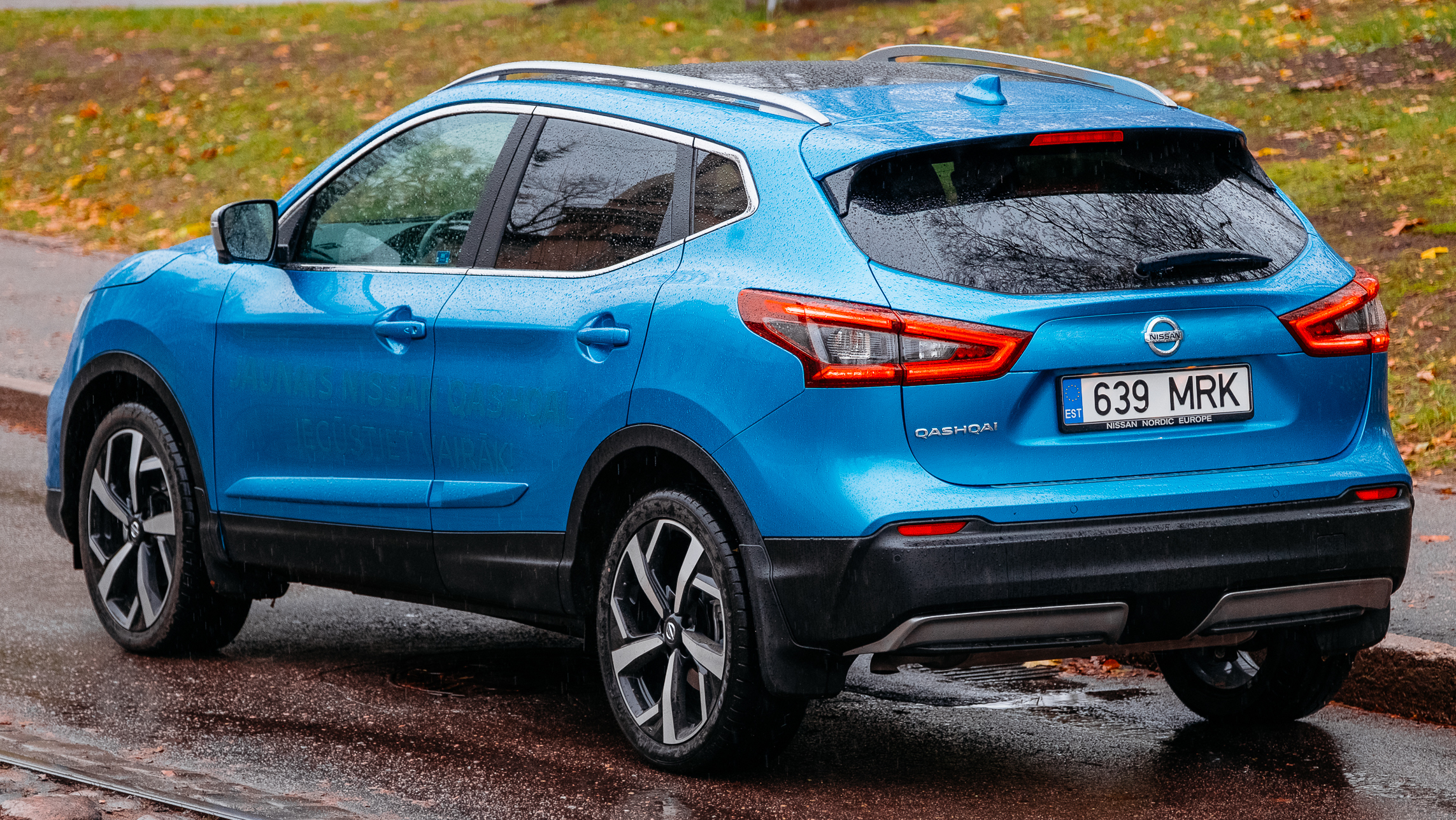
Spate

## A treia generație (J12; 2021)
A treia generație de Qashqai a fost dezvăluită pe 18 februarie 2021. O versiune hibrid Qashqai e-Power este disponibilă.

## Legături externe
- Site web oficial